# Schaffhauser AZ
Die Schaffhauser AZ ist eine linke Schweizer Wochenzeitung. Die jeweils donnerstags in Schaffhausen erscheinende Zeitung richtet sich an Leser im Kanton Schaffhausen und seinen Agglomerationen im nördlichen Zürcher Weinland und im Bezirk Diessenhofen des Kantons Thurgau und versteht sich als Gegenpol zur einzigen Schaffhauser Tageszeitung, den liberal-bürgerlichen Schaffhauser Nachrichten. Die Schaffhauser AZ ist die einzige noch bestehende klassische Arbeiterzeitung der Schweiz. Die WEMF-beglaubigte Auflage beträgt 2'573 (Vj. 2'537) verkaufte bzw. 2'573 (Vj. 2'537) verbreitete Exemplare, die WEMF-beglaubigte vierteljährliche Grossauflage beträgt 34'813 Exemplare.

## Verlag
Seit 1996 wird die Zeitung von der «az Verlags AG» herausgegeben. Verwaltungsratspräsident ist der ehemalige langjährige Chefredaktor der Schaffhauser AZ, der frühere Nationalrat und Präsident der SP Schweiz Hans-Jürg Fehr. Der Verlag hat ein Aktienkapital von 435'000 Franken. Die rund 50 Aktionäre stehen mehrheitlich der SP Schweiz nahe. Die Schaffhauser AZ ist jedoch nicht mehr das offizielle Parteiorgan der Schaffhauser SP. Die Kosten werden zu 50 Prozent durch Inserate und zu 35 Prozent durch die Abonnements gedeckt. Die restlichen 15 Prozent stammen aus Spenden, insbesondere durch den Gönnerverein der Schaffhauser AZ.

## Geschichte
Am 30. November 1918 erschien die Schaffhauser AZ unter dem Namen Arbeiter-Zeitung zum ersten Mal, nur 14 Tage nach Abbruch des erfolglosen Generalstreiks. Zwei weitere Arbeiterzeitungen, das Volksrecht aus Zürich und die Berner Tagwacht, erschienen bereits 20 Jahre früher. Beide Zeitungen gibt es heute nicht mehr.
In den 20er und 30er Jahren des 20. Jahrhunderts war die Schaffhauser AZ zuerst eine SP-Zeitung, dann eine kommunistische Zeitung und ab 1935 wieder eine SP-Zeitung.
Bis 1997 erschien die Schaffhauser AZ als Tageszeitung. Finanzielle Gründe zwangen den Verlag, die Schaffhauser AZ Mitte 1997 erst in eine dreimal wöchentlich erscheinende und 1998 schliesslich in eine Wochenzeitung umzuwandeln. Ab 2016 gelang der Schaffhauser AZ unter neuer publizisitischer Leistung ein Abozuwachs von 40 Prozent in wenigen Jahren.